# Prodontria lewisi
Prodontria lewisi è una specie di coleottero appartenente alla famiglia Scarabaeidae, endemica della Nuova Zelanda.